# 삼형제 동맹
삼형제 동맹(Three Brotherhood Alliance)은 아라칸군(라카인족), 따앙 민족해방군(따앙족), 미얀마 민족민주동맹군(코캉족)이 연합한 미얀마의 반군이다.
이 단체는 2021년 미얀마 쿠데타 이후 버마 정권에 저항하면서 2023년 두각을 나타냈다. 세 무장단체는 처음에는 쿠데타에 대해 침묵했으나 2021년 3월 동맹의 존재를 재확인하는 성명을 발표했다. 미얀마 내전 당시 이 단체는 주로 라카인 주와 북부 샨 주에서 싸웠다. 2023년 10월 27일, 동맹은 샨 주 북부의 군부에 대한 공세인 1027 작전을 시작했다.